# Hissène Habré
Hissène Habré (arabă: حسين حبري Ḥusaīn Ḥabrī, arabă ciadiană: pronunțat [hiˈsɛn ˈhabre]; pronunție franceză: [isɛn abʁe]; n. 13 august 1942, Faya-Largeau, Regiunea Borkou, Ciad – d. 24 august 2021, Dakar, Senegal), scris și Hissen Habré, a fost un politician ciadian și criminal de război.
A fost al 5-lea președinte al Ciadului din 1982 până când a fost destituit în 1990.
Un musulman din nordul Ciadului, Habré s-a alăturat rebelilor FROLINAT⁠(d) în primul război civil ciadian împotriva guvernului ciadian dominat de sud. Din cauza unei rupturi cu comandantul rebel Goukouni Oueddei⁠(d), Habré și Forțele Armate ale Armatei Rebele de Nord au dezertat pentru scurt timp în guvernul lui Felix Malloum împotriva lui Oueddei înainte de a se întoarce împotriva lui Malloum, care a demisionat în 1979. Habré a primit apoi funcția de ministru al apărării sub noul guvern de coaliție de tranziție al Ciadului, cu Oueddei ca președinte. Alianța lor s-a prăbușit rapid, iar forțele lui Habré l-au răsturnat pe Oueddei în 1982.
După ce a devenit noul președinte al țării, Habré a creat o dictatură monopartită condusă de Uniunea Națională pentru Independență și Revoluție⁠(d), cunoscută pentru abuzurile pe scară largă ale drepturilor omului. El a fost adus la putere cu sprijinul Franței și al Statelor Unite, care au oferit instruire, arme și finanțare pe tot parcursul guvernării sale datorită opoziției sale față de liderul libian Muammar al-Gaddafi.[3]
A condus țara în timpul conflictului libiano-ciadian, culminând cu victoria în timpul războiului Toyota din 1986 până în 1987 cu sprijin francez. El a fost răsturnat trei ani mai târziu în lovitura de stat din Ciad din 1990 de către Idriss Déby și a fugit în exil în Senegal.
În mai 2016, Habré a fost găsit vinovat de un tribunal internațional din Senegal de încălcări ale drepturilor omului, inclusiv viol, sclavie sexuală și ordonarea uciderii a 40.000 de persoane și condamnat la închisoare pe viață. [4] El a fost primul fost șef de stat care a fost condamnat pentru abuzuri ale drepturilor omului în instanța unei alte națiuni. [5] A murit la 24 august 2021, după ce a fost testat pozitiv pentru COVID-19. [6][7]
Habré s-a născut în 1942 în Faya-Largeau, nordul Ciadului, pe atunci colonie a Franței, într-o familie de păstori. El a fost membru al ramurii Anakaza a grupului etnic Daza Gourane, care este el însuși o ramură a grupului etnic Toubou. [8] După școala primară, a obținut un post în administrația colonială franceză, unde și-a impresionat superiorii și a câștigat o bursă pentru a studia în Franța la Institutul de Studii Internaționale Superioare din Paris. A absolvit o diplomă universitară în științe politice la Paris și s-a întors în Ciad în 1971. De asemenea, a obținut mai multe alte diplome și a obținut doctoratul de la Institut. După încă o scurtă perioadă de serviciu guvernamental ca prefect adjunct,[9] a vizitat Tripoli și s-a alăturat Frontului Național de Eliberare din Ciad (FROLINAT), unde a devenit comandant al celei de-a doua Armate de Eliberare din FROLINAT împreună cu Goukouni Oueddei. După ce Abba Siddick a preluat conducerea FROLINAT, a doua Armată de Eliberare, mai întâi sub comanda lui Oueddei și apoi sub cea a lui Habré, s-a desprins din FROLINAT și a devenit Consiliul de comandă al Forțelor Armate ale Nordului (CCFAN). În 1976, Oueddei și Habré s-au certat, iar Habré și-a despărțit nou-numitele Forțe Armate ale Nordului (Forces Armées du Nord sau FAN) de adepții lui Goukouni, care au adoptat numele de Forțele Armate Populare (Forces Armées Populaires sau FAP). [10]
Habré a intrat pentru prima dată în atenția internațională atunci când un grup aflat sub comanda sa a atacat orașul Bardaï din Tibesti, la 21 aprilie 1974, și a luat ostatici trei europeni, cu intenția de a-i răscumpăra pentru bani și arme. Captivii au fost un medic german, Christoph Staewen (a cărui soție Elfriede a fost ucisă în atac) și doi cetățeni francezi, Françoise Claustre, arheolog, și Marc Combe, un lucrător de dezvoltare. Staewen a fost eliberat la 11 iunie 1974 după plăți semnificative din partea oficialilor vest-germani. [11][12][13] Combe a evadat în 1975, dar în ciuda intervenției guvernului francez, Claustre (al cărui soț era un înalt oficial guvernamental francez) nu a fost eliberat până la 1 februarie 1977. Habré s-a despărțit de Oueddei, parțial din cauza acestui incident de luare de ostatici (care a devenit cunoscut sub numele de "afacerea Claustre" în Franța). [9]
În august 1978, Habré a primit posturile de prim-ministru al Ciadului și vicepreședinte al Ciadului, ca parte a unei alianțe cu generalul Félix Malloum. [9]: 27 [14]: 353 Cu toate acestea, alianța de împărțire a puterii nu a durat mult. În februarie 1979, forțele lui Habré și armata națională condusă de Malloum au luptat în N'Djamena. Luptele au lăsat efectiv Ciad fără un guvern național. Mai multe încercări au fost făcute de alte națiuni pentru a rezolva criza, rezultând într-un nou guvern național în noiembrie 1979, în care Habré a fost numit ministru al apărării. [14]: 353 Cu toate acestea, luptele au fost reluate în câteva săptămâni. În decembrie 1980, Habré a fost exilat în Sudan. [14]: 354 În 1982 și-a reluat lupta împotriva guvernului ciadian. FAN a câștigat controlul asupra N'Djamena în iunie și l-a numit pe Habré șef al statului. [9]: 30, 151

Ronald Reagan cu Habré la Casa Albă
Habré a preluat puterea în Ciad și a condus din 1982 până când a fost detronat în 1990 de Idriss Déby. Regimul monopartid al lui Habré, la fel ca multe altele dinaintea lui, a fost caracterizat de abuzuri și atrocități ale drepturilor omului pe scară largă. El a negat uciderea și torturarea a zeci de mii de oponenți ai săi, deși în 2012 Curtea Internațională de Justiție a Națiunilor Unite (CIJ) a ordonat Senegalului să-l judece sau să-l extrădeze pentru a se confrunta cu justiția din străinătate. [15]
După ascensiunea sa la putere, Habré a creat o forță de poliție secretă cunoscută sub numele de Direcția de Documentare și Securitate (DDS), sub care oponenții săi au fost torturați și executați. [16] Unele metode de tortură utilizate în mod obișnuit de DDS includeau arderea corpului deținutului cu obiecte incandescente, pulverizarea gazului în ochi, urechi și nas, înghițirea forțată a apei și forțarea gurii deținuților în jurul țevilor de eșapament ale automobilelor care circulau. [17] Guvernul lui Habré s-a angajat, de asemenea, periodic în purificare etnică împotriva unor grupuri precum Sara, Hadjerai și Zaghawa, ucigând și arestând membrii grupului în masă atunci când s-a perceput că liderii lor reprezentau o amenințare pentru regim. [16]
Habré a fugit, cu 11 milioane de dolari din bani publici, în Senegal după ce a fost răsturnat în 1990. [5] El a fost plasat în arest la domiciliu în 2005 până la arestarea sa în 2013. El a fost acuzat de crime de război și tortură în timpul celor opt ani la putere în Ciad, unde grupurile pentru drepturile omului spun că aproximativ 40.000 de persoane au fost ucise sub conducerea sa. [18] Human Rights Watch susține că 1.200 au fost uciși și 12.000 au fost torturați, iar o comisie internă de anchetă din Ciad susține că până la 40.000 au fost uciși și că peste 200.000 au fost supuși torturii. Human Rights Watch l-a numit mai târziu pe Habré "Pinochet al Africii". [19][20][21]
Articolul principal: Conflictul ciadiano-libian
Idriss Deby, succesorul lui Habré, care a servit drept comandant în timpul războiului ciadian-libian, a fost ucis cu patru luni înainte de moartea lui Habre.
Libia a invadat Ciad în iulie 1980, ocupând și anexând Fâșia Aozou. Statele Unite și Franța au răspuns ajutând Ciad în încercarea de a limita ambițiile regionale ale Libiei sub conducerea liderului libian Muammar al-Gaddafi. [14]: 354
În 1980, guvernul de unitate a semnat un tratat de prietenie și cooperare cu Libia. Tratatul a permis guvernului ciadian să solicite asistență Libiei în cazul în care independența sau securitatea internă a Ciadului ar fi amenințate. [9]: 191 Armata libiană a ajutat curând forțele guvernamentale, conduse de Goukouni, și a alungat FAN din mare parte din nordul Ciadului, inclusiv N'Djamena la 15 decembrie. [9]: 191 de trupe libiene s-au retras în noiembrie 1981. Fără sprijinul lor, trupele guvernamentale ale lui Goukouni au fost slăbite și Habré a profitat de acest lucru și miliția sa FAN a intrat în N'Djamena la 7 iunie 1982. [9]: 191 [14]: 354–355 În 1983, trupele libiene s-au întors în Ciad și au rămas în țară, sprijinind miliția lui Goukouni, până în 1988. [9]: 193–198 [14]: 354–356
În ciuda acestei victorii, guvernul lui Habré a fost slab și s-a opus puternic membrilor grupului etnic Zaghawa. O ofensivă rebelă din noiembrie 1990, condusă de Idriss Déby, un fost comandant al armatei din Zaghawa care a participat la un complot împotriva lui Habré în 1989 și ulterior a fugit în Sudan, a învins forțele lui Habré. Francezii au ales să nu-l ajute pe Habré cu această ocazie, permițându-i să fie înlăturat; este posibil ca ei să-l fi ajutat activ pe Déby. Explicațiile și speculațiile cu privire la motivele abandonării lui Habré de către Franța includ adoptarea unei politici de neamestec în conflictele intra-ciadiene, nemulțumirea față de refuzul lui Habré de a se îndrepta spre democrația multipartită și favoritismul lui Habré față de SUA. mai degrabă decât companiile franceze în ceea ce privește dezvoltarea petrolului. Habré a fugit în Camerun, iar rebelii au intrat în N'Djamena la 2 decembrie 1990; Habré a plecat ulterior în exil în Senegal. [22]
1. ↑  Hissene Habre, Munzinger Personen, accesat în 9 octombrie 2017
2. ↑   https://www.lemonde.fr/international/article/2021/08/24/l-ancien-dictateur-tchadien-hissene-habre-est-mort_6092211_3210.html Lipsește sau este vid: |title= (ajutor)
3. 1 2   https://www.rfi.fr/fr/afrique/20210824-l-ancien-pr%C3%A9sident-tchadien-hiss%C3%A8ne-habr%C3%A9-est-d%C3%A9c%C3%A9d%C3%A9-du-covid-19 Lipsește sau este vid: |title= (ajutor)
4. ↑   https://www.jeuneafrique.com/1223629/politique/senegal-hissene-habre-enterre-en-labsence-de-representants-officiels/ Lipsește sau este vid: |title= (ajutor)
5. ↑   https://www.ilpost.it/2021/08/24/hissene-habre-ex-presidente-del-ciad-e-morto-di-covid-19-a-79-anni/ Lipsește sau este vid: |title= (ajutor)